# Dionís III
Dionís III (en grec Διονύσιος Γ') va ser patriarca de Constantinoble de l'any 1662 al 1665.
Havia nascut a l'illa d'Andros. Va ser metropolità de Larisa (1652-1662) i després de la mort a la forca de Gabriel II el 30 d'abril de 1657, antic patriarca i metropolità de Bursa, va ocupar com a pròedre la seu d'aquella ciutat. L'any 1662 va ser elegit patriarca, i es va veure involucrat en les disputes teològiques amb l'Església Ortodoxa Russa ocasionades pel patriarca de Moscou Nikita Mínov o Nicó, que volia imposar les seves reformes a l'església ortodoxa.
Va ser deposat el 21 d'octubre de 1665, i a l'abril de 1666 va ser nomenat metropolità de Tessalònica. L'any 1669 va anar a Jerusalem i des d'allà al Mont Atos, al Monestir de la Gran Laura, que va restaurar amb els seus propis diners. Allà va morir, i hi va ser enterrat el 14 d'octubre de 1696.